# Kalls kyrka
Kalls kyrka är en kyrkobyggnad som ligger på en höjd ovanför Kallsjön i Åre kommun. Den är församlingskyrka i Kalls församling, Härnösands stift.

## Kyrkobyggnaden
På platsen fanns tidigare en medeltida stenkyrka som revs 1868. Nuvarande stenkyrka uppfördes åren 1862-1866 efter ritningar av arkitekt Edvard von Rothstein. Kyrkan består av långhus med ett smalare tresidigt kor i öster och ett kyrktorn i väster. Vid långhusets sydöstra sida finns en vidbyggd sakristia. Kyrkorummet kan nås genom vapenhuset i tornets bottenvåning samt via en ingång på långhusets norra sida. Kyrkorummet har väggar som är putsade vitgrå och ett kassettindelat tredingstak av trä som är putsat vitt. Korfönstren har glasmålningar av Torsten Nordberg som är insatta åren 1954 - 1955.

## Inventarier
- Predikstolen är tillverkad 1866 av Pehr Fredric Flygt och Olof Jensson Wold. På väggen vid predikstolen finns en draperimålning i blått och guld.
- Altartavlan är tillverkad 1932 av Pelle Havne och har motivet korsfästelsen.
- Altaruppsatsen med kors, svepeduk och två flankerande figurer är sannolikt dekorerad av Nils Magnus Åkerström, som 1867 utförde snideri och måleri i kyrkan.

### Webbkällor
- byggnadspresentation